# Yamagata (Gifu)
Yamagata (jap. 山県市 Yamagata-shi) – miasto w prefekturze Gifu na wyspie Honsiu (Honshū), w Japonii.

## Położenie
Miasto leży w zachodniej części prefektury Gifu. Graniczy z: Motosu, Seki, Gifu w prefekturze Gifu.

## Historia
Miasto powstało 1 kwietnia 2003 r. z połączenia miasteczek: Takatomi, Ijira i Miyama.

## Galeria

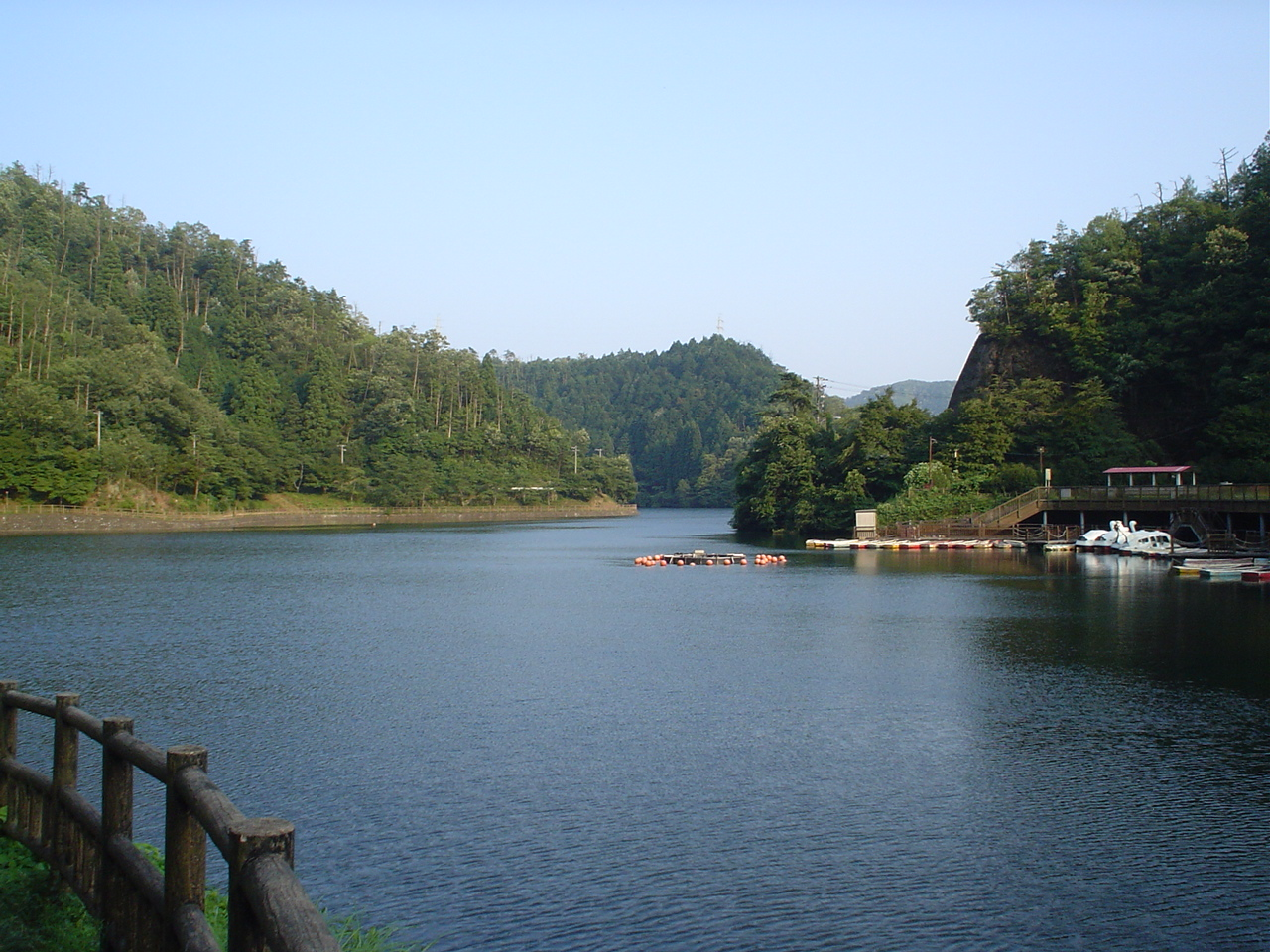
Jezioro Ijira
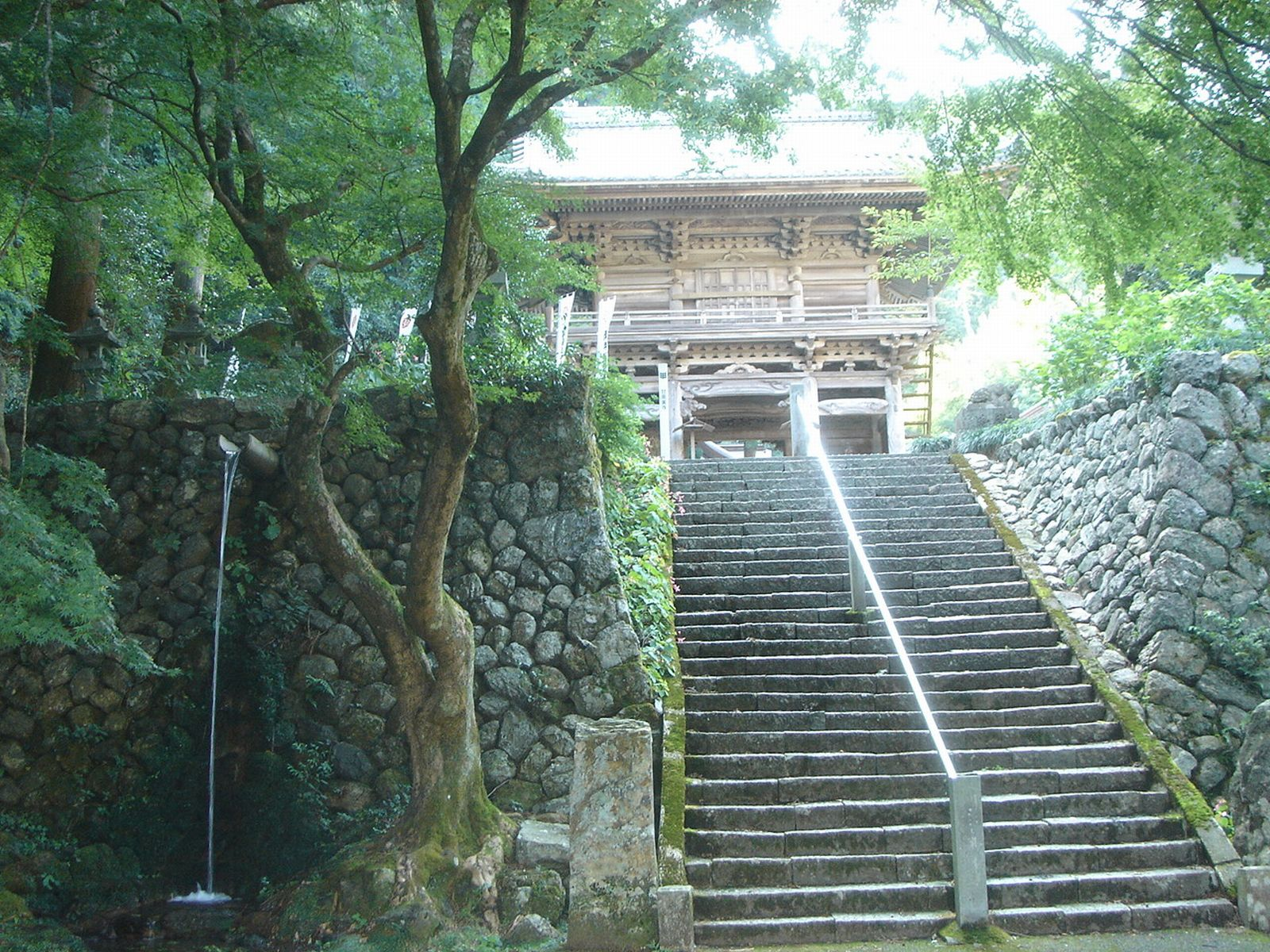
Świątynia Kannami-ji